# Holbrook, Arizona
Holbrook (nume originar, T'iisyaakin în limba Navajo) este un oraș și sediulGR6 comitatului Comitatul Navajo, Arizona, Statele Unite ale Americii. Populația orașului, care se găsește la circa 120 km (sau 85 de mile) vest de Flagstaff, era de 5.126   de locuitori, conform unei estimări făcute de United States Census Bureau din anul 2006. GR6